# Meggyeskovácsi
Meggyeskovácsi è un comune dell'Ungheria di 779 abitanti (dati 2001). È situato nella contea di Vas.